# Braceface
Braceface (en España Sonrisa de acero, en Hispanoamérica: Dientes de lata) es una serie animada chino-canadiense estrenada en Teletoon en Canadá. Fue producida por la actriz estadounidense Alicia Silverstone (quién además le presta su voz a la protagonista), y distribuida por la empresa canadiense Nelvana.

## Argumento
Esta serie, que se desarrolla en Elkford, (Columbia Británica, Canadá), se basa en Sharon Spitz, quien es una estudiante de secundaria que trata de cruzar todos los obstáculos en su camino que le impidan llevar una vida de una adolescente normal.

## Personajes

### Sharon Spitz
Es el personaje principal de la serie.
A diferencia de la mayoría de las chicas, Sharon siempre se mete en problemas y puede confundirse más que cualquier otro adolescente, pero al final ella siempre aprende de sus errores y pone las cosas en orden, no importa cuál sea la situación.
Sharon también es conocida por ser una chica algo torpe y por lo general se termina avergonzando a sí misma de alguna manera.
La rival de Sharon es Nina Harper que asiste con ella a la escuela secundaria.
Algunos miembros de la familia de Sharon son su padre Richard (un músico), su madre Helen (una psicóloga), su hermano mayor Adam, y su hermano menor Josh.
Sharon tiene cinco mascotas: sus perros Pigger y Sampson y sus gatos Moshie, Rocosas, y Lawrence. 
Los cantantes favoritos de Sharon son Leena y Taylor Knight, a los que conoció en persona en los episodios "La Buena Vida" y "Knight To Remember". 
Ella era un extra en uno de los nuevos vídeos musicales de Leena y ella se enteró de que tenía mucho en común con ella y Sharon también aprendió de Leena que siendo una gran estrella no es tan fácil como la gente piensa que es.
Sharon estaba enamorada de Alden y eventualmente se convierten en novios, pero más tarde, Alden terminó su relación porque Sharon era excesivamente celosa cuando salía con otras chicas, incluso si no tenían nada en común con él como quedó demostrado en el episodio "Querido Alden". 
En el episodio final, "Leap of Faith", Alden vuelve con Sharon y trata de reconstruir su relación, diciendo que fue su error romper con ella, y los dos finalmente se reúnen de nuevo. 
Voz: Agustina Cherri (Argentina), Alicia Silverstone y Stacey DePass (Estados Unidos).

### Helen Spitz
Helen es la madre de Sharon, Adam, y Josh.
Ella trabaja como psicóloga en su propia casa ya que también cría sola a sus tres niños. Helen trata de ser una gran madre que hace todo lo posible para estar "en contacto" con sus hijos, pero no castigarlos. 
A veces "psicoanaliza" a Sharon y sus hermanos, esto causa irritación en ellos. 
Helen se divorció del padre de Sharon cuando esta tenía siete años, pero sus padres aún se llevan bien.

### Adam Spitz
Es el hermano mayor de Sharon, tiene 17 años de edad. Le encanta la lucha libre y su novia, Hannah, a quien conquistó en el comienzo de la serie.
Hannah a pesar de ser más pequeña se lleva muy bien con Adan. 
El disfruta "tomándole el pelo" a sus hermanos menores, sin embargo, también puede ser un buen oyente y, a veces viene con dictámenes motivados inesperados.
Su sueño es llegar a ser un astronauta.

### Josh Spitz
El hermano menor de Sharon, y aspirante a pianista. Debido a esto, Sharon dice a menudo a cualquiera que necesite para verlo, "Si usted está buscando a mi hermano pequeño, cierre sus ojos y siga el sonido de la música clásica!" Josh no sólo aspira, sino algo así como un prodigio del piano, y, por tanto, pasa gran parte de su tiempo tocando música clásica. Josh aspira a convertirse en un músico profesional como su padre. 
Lejos del piano, Josh es un chico ordinario que disfruta de los videojuegos, la comida rápida y jugar con las mascotas de la familia. 
Sharon se preocupa profundamente por Josh y los dos no podrían ser más cercanos, tienden a no discutir, aparte cuando él ha sido una molestia, como cuando Sharon quería pasar tiempo con Alden, sólo para que Josh ir y echar a perder por ella en todo momento (sus reacciones burlonas cuando se enteró de su esperado romance con Alden no bajar demasiado bien con ella y resultó mal por él durante el resultado). 
Que Josh toque el piano mientras su hermana está haciendo la tarea o escribiendo un correo electrónico a una "persona especial"; siempre alteran los nervios de Sharon. 
Josh también pasó por un período en el que pensaba que Alyson estaba enamorada de él. 
En un episodio que pasó mucho tiempo con él, ella le gustaba tanto la forma en que tocaba el piano y su selección de canciones. 
Alyson incluso fue tan lejos como para decir que él jugó como otro pianista que le gustaba. 
Josh intentó entrar en una relación con Alyson dándole una flor y tomarse de la mano, pero se dio cuenta de Alyson encantaba ser la novia de Connor.
```
Sin embargo, Alyson dijo a Josh que ella todavía quiere seguir siendo su amigo a pesar de todo esto y trata de dar consejos a ella, a su familia o cualquier persona dispuesta a escuchar. 
```

Josh es a veces sabio a pesar de su corta edad.

### Maria Wong
María Nunziatina Wong es la mejor amiga de Sharon.
```
Tiene una personalidad muy competitiva, una fanática de los deportes y extrovertida. 
```

Es leal y honesta, sabe cuándo dar a Sharon un hombro para llorar, y cuando le dice que debe "superarse a sí misma".
```
A menudo se opone a la mentalidad insegura y comedida de Sharon y siempre sabe lo que quiere.
Ama los deportes extremos y siempre está tratando de conseguir que sus amigos se unan a ella, pero Sharon y Connor no comparten el amor de María por el peligro o su vena competitiva.
Debido a esto, María generalmente termina deslizándose por el tubo de snowboard por su cuenta, mientras que sus amigos la animan desde una distancia segura. 
```

María también pasa a ser brillante en la escuela, pero ella no es perfecta.
```
Ella y Sharon han sido "cómplices" en más de una ocasión, incluso cuando María comienza a hacer un hábito de usar los "cinco dedos de descuento" y robar un par de aretes.
María es tan diversa como sus intereses; como por ejemplo que ella es mitad china y mitad italiana, en el episodio "Nubes grises", María acusa a Sharon de ser racista porque su novio Nube es también de muchas nacionalidades, pero abarca todas las cosas buenas, de ambas culturas tienen que ofrecer.
Cuando María le gusta uno de sus profesores y se reúne con él para el almuerzo en un restaurante, Sharon fue a espiarla para asegurarse de que ella guardaba sus sentimientos para sí misma.
(Ella se escondió debajo de la mesa mientras que los dos estaban hablando el uno al otro). María deslizó uno de sus zapatos, mientras que Sharon estaba debajo de la mesa y Sharon comentó que sus pies apestaban. 
```

Estaba decepcionada cuando se enteró de que él pidió que se uniera a él junto con varios otros estudiantes a solicitar como voluntarios, como él sentía que todos tenían el potencial para convertirse en los propios docentes. 
María estaba decepcionada, pero se enteró de que era probablemente mejor que el profesor estaba comportándose profesionalmente.
```
Hacia el final de la segunda temporada y el resto de la serie Maria se vuelve novia de Brock.
```

### Alden Jones
Es el primer amor de Sharon y más adelante su novio.
```
Los pasatiempos de Alden incluyen videojuegos, música y deportes. 
```

Alden tiene tres hermanas mayores Lily, Daisy y Violet que junto con sus padres trabajan en un restaurante de su familia.
```
María dijo en el episodio "La peor cita en el peor momento", que ella piensa que 
Alden
 es un nombre muy llamativo. 
```

Alden juega hockey con sus amigos en el equipo de varones, tanto en la escuela media y más tarde en la alta "Elkford" de la serie. Alden también toca la guitarra en una banda llamada "Mangled Metal" una banda alternativa que tiene un solo álbum, con sus amigos Dirk O Riley y Brock y Carmen.
```
Fue el primer novio de Sharon, y después de que rompen, siguen siendo amigos, pero en el episodio "Remember When" Alden pierde la memoria y piensa que Sharon sigue siendo su novia. Sharon se ve atrapada cuando se da cuenta de que la memoria de Alden pronto volverá.
Durante ese tiempo, Alden era el novio de Marlo pero rompen más tarde en la serie en el episodio "The Weekend Looong" porque Marlo siente que ser amigo Sharon interfiere con su relación, pero Alden no se siente de la misma manera.
Él y Sharon empezar a salir de nuevo al final de la serie, cuando Alden le dice Sharon que todavía la ama.
```

### Connor MacKenzie
Es el mejor amigo de Sharon y María. 
Él vive en su barrio y trata a Josh como un hermano pequeño sustituto, haciendo que Josh pueda venir a él si está teniendo un problema y su familia no le puede ayudar. 
Connor ha sido vecino y amigo de Sharon desde que eran bebés. 
Al principio de la serie, Connor comienza a salir con una chica nueva en Elkford llamada Tally. 
Al principio tenía miedo, pero se convirtieron en pareja para la mayor parte de la primera temporada, a continuación, hacia el final de la primera temporada se separaron. Nunca se menciona si siguen siendo amigos después, pero Tally hace apariciones en episodios posteriores. 
Connor y Sharon tienen muchas cosas en común, como pasar un rato en Los Ciclos de la vida, la tienda de batido en Elkford e ir al cine. 
Connor tiene alergias severas y es alérgico a casi todo. 
Gracias a su torpeza, alergias y la hipocondría, Connor tiene una reputación como un bicho raro, pero Sharon y sus buenos amigos saben que no hay mucho más que eso como se ve en "el caminar estornudar". 
Él es muy bueno en la ciencia, cree en la vida extraterrestre y disfruta jugando juegos de cartas. 
Connor no le importa lo que la mayoría de la gente piensa de él, y está bien con ser él mismo. 
Connor finalmente supera algunas de sus formas bicho raro para tener el valor de decirle Alyson lo que siente por ella.
```
En el episodio "Triángulos" Connor y Alyson se acercan, después de que su padre la rescata de un incendio en Los Ciclos de vida.
Connor se convierte en el novio de Alyson para el resto de la serie.
De hecho, cuando limpiaba estaba limpiando las gafas y separando el pelo diferente, Sharon ha desarrollado sentimientos por él, pero más tarde volvió a gustar de Alden.
```

### Nina Harper
Es la antagonista principal de la serie que intimida a Sharon y sus amigos, pero sobre todo a Sharon por ser tan ingenua y "molesta". 
Sharon y Nina fueron una vez amigas, pero todo cambió cuando Nina encontró sus muñecas con las cabezas cortadas, y culparon a Sharon, a pesar de que era su prima Petra.
```
Esto fue revelado en el episodio "Desenfrenada". 
```

Desde entonces, Nina ha estado haciendo todo lo posible para arruinar la vida de Sharon y los que se atreven a apoyarla. 
Por ejemplo, Nina fue la que puso a Sharon el apodo de "Dientes de lata", por sus frenillos.
```
Aunque no mucha gente no gusta de Nina, hay algunos que no le importaría ser como ella, ya que ella tiene dinero y una vida que mucha gente le encantaría tener. 
```

A pesar de que Nina no le gusta Sharon abiertamente, ella le ha ayudado en varias ocasiones e incluso disfrutado de su compañía cuando sus propios amigos no están alrededor, como en el episodio de "Lorenza" y en el episodio "El Proyecto Pickford", donde Nina realmente parecía que se preocupan por la vida de Sharon y la salvó.
```
En el episodio "Lorenza", Nina ayudó a Sharon buscar el perro Lorenza que desapareció, y más tarde Sharon da Lorenza a Nina cuando ella reveló por qué quería un perro.
La aspiración de Nina en la vida es ser una modelo de moda internacionales. 
```

Nina también se convierte en la novia de Griffin más tarde en la tercera temporada.

### Alyson Maliski
Fue la mejor amiga de Nina durante la primera temporada y la mitad de la segunda temporada.
```
Posteriormente, en la segunda temporada se vuelve novia de Connor y amiga cercana de Sharon y Maria.
```

### Richard Spitz
Es un músico y el padre de Sharon, Adam, y Josh. 
Debido a su carrera como músico, y el hecho de que él y la señora Helen Spitz se separaron, él no ve Sharon o sus hermanos a menudo. 
Pero Richard está decidido a ser el mejor padre que puede ser, por lo que mantiene un apartamento en Elkford, y ha hecho algunos cambios de estilo de vida por lo que no estará en el camino tanto. 
A pesar de que él está ocupado con su banda, Sharon sabe que si está en la ciudad o no, su padre siempre estará ahí para ella cuando lo necesita.

## Episodios

### Temporada 1
- Capítulo 01 -Desenfrenada
- Capítulo 02 -Enamorada
- Capítulo 03 -5 Things That Really Bug Me About
- Capítulo 04 -The Doctor Is In
- Capítulo 05 -La Esencia Del Problema
- Capítulo 06 -Cambio de Imagen
- Capítulo 07 -Mensajes Cruzados
- Capítulo 08 -Inolvidable Primera cita
- Capítulo 09 -Maldito Divorcio
- Capítulo 10 -Todo Por Fama
- Capítulo 11 -24 Horas
- Capítulo 12 -Sharon Rebelde
- Capítulo  13 -Enemiga Intima
- Capítulo 14 -Vicios en Miami
- Capítulo 15 -La Buena Vida
- Capítulo 16 -La Elección
- Capítulo 17 -Ángeles Entre Nosotros
- Capítulo 18 -El Secreto
- Capítulo 19 -Asociación disección
- Capítulo 20 -Acaso no es mi vida
- Capítulo 21 -Una solución mágica
- Capítulo 22 -Mi alumna favorita
- Capítulo 23 -Pequeñas mentiras
- Capítulo 24 -El campo Kookalah
- Capítulo 25 -Tormenta de verano
- Capítulo 26 -Todo puede empeorar

### Temporada 2
- Capítulo 27 -Un vestido para Sharon
- Capítulo 28 -14 Velitas
- Capítulo 29 -Pequeña trabajadora
- Capítulo 30 -Querido Alden
- Capítulo 31 -Mamá esta cerca
- Capítulo 32 -Amigos otra vez
- Capítulo 33 -Un día en la vida de Sharon
- Capítulo 34 -Desfile de modelos
- Capítulo 35 -La visita de mi abuelo
- Capítulo 36 -Triángulo de la amistad
- Capítulo 37 -Salvemos a los animales
- Capítulo 38 -Lorenza
- Capítulo 39 -Segundas intenciones
- Capítulo 40 -Home Alone
- Capítulo 41 -La señorita consejos
- Capítulo 42 -Por amor a los pájaros
- Capítulo 43 -Quiero ser veterinaria
- Capítulo 44 -Génesis
- Capítulo 45 -Ninas Nose Job
- Capítulo 46 -Cuidando al bebé
- Capítulo 47 -Protejamos a los animales
- Capítulo 48 -La bella Roma
- Capítulo 49 -El concurso de Rock
- Capítulo 50 -Contacto extraterrestre
- Capítulo 51 -When in Elkford
- Capítulo 52 -Una vida saludable

### Temporada 3
- Capítulo 53 -Una cuestión de suerte
- Capítulo 54 -Ciencia loca
- Capítulo 55 -Buena jugada
- Capítulo 56 -Bellos recuerdos
- Capítulo 57 -Negocios graciosos
- Capítulo 58 -Secretos íntimos
- Capítulo 59 -El ritmo sigue
- Capítulo 60 -Parejas y tenis
- Capítulo 61 -Mientras dormías
- Capítulo 62 -Crisis de identidad
- Capítulo 63 -El baile de graduación
- Capítulo 64 -Salvemos a los patos
- Capítulo 65 -La chica de Griffin
- Capítulo 66 -Pobre rica
- Capítulo 67 -Mi vida con frenos
- Capítulo 68 -Un nuevo comienzo
- Capítulo 69 -Laaargo fin de semana
- Capítulo 70 -No seas infantil
- Capítulo 71 -Vida de perro
- Capítulo 72 -Efecto domino
- Capítulo 73 -El factor padre
- Capítulo 74 -La amiga de Sharon
- Capítulo 75 -Demasiada compañía
- Capítulo 76 -¡Luz, cámara, ego!
- Capítulo 77 -En cámara lenta
- Capítulo 78 -Salto al vacío